# Jan-Werner Müller

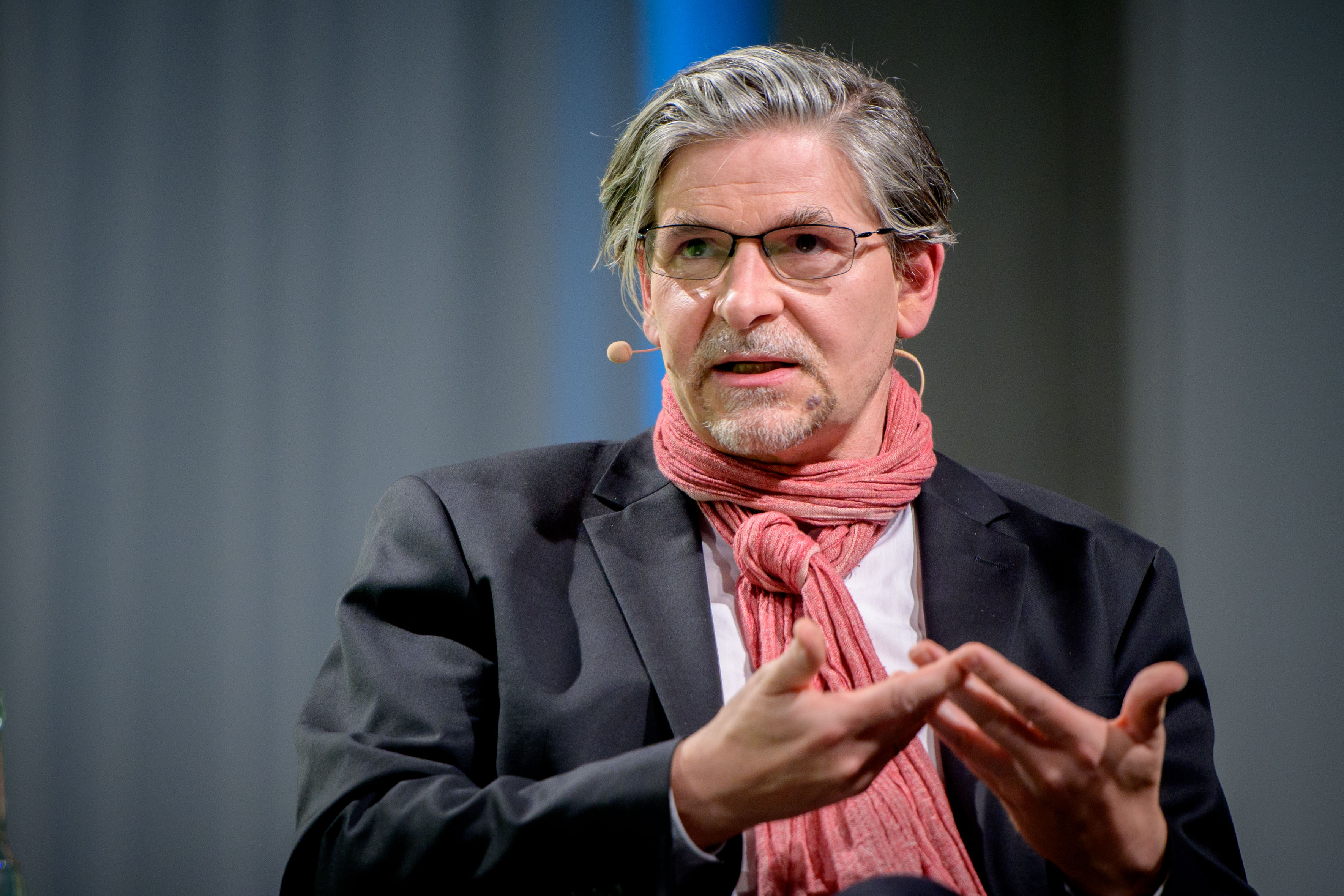
Jan-Werner Müller (2021)

Jan-Werner Müller (Bad Honnef, 1970) is een Duitse politieke wetenschapper en hoogleraar aan de Princeton University in New Jersey.
Hij studeerde aan de Vrije Universiteit van Berlijn, aan University College London, aan St. Antony’s College van de University of Oxford en aan de Princeton University. Van 1996 tot 2003 was hij Fellow aan het All Souls College in Oxford, van 2003 tot 2005 Fellow aan het European Studies Centre van het St. Antony’s College. 
Sinds 2005 doceert hij in Princeton "Politieke theorie" en "Ideeëngeschiedenis".
Müller was gastdocent aan het Collegium Budapest Instituut voor Innovatieve Studie, aan het Remarque Instituten van de New York University , aan het Centrum voor Europese Studies van de Harvard University, evenals aan het Robert Schuman Centre voor Innovatieve Studies van het Europese Universiteits Instituut in Florence. 
Als gastdocent doceerde hij in Parijs aan de École des Hautes Études en Sciences Sociales en aan het Institut d’études politiques.
Müller is medeoprichter van het European College of Liberal Arts (ECLA) in Berlijn.

## Definitie populisme
Müller noemt cruciaal voor de definitie van populisme dat populisten de pretentie hebben dat zij het "hele", het "echte" volk vertegenwoordigen. Die pretentie is volgens hem vals en anti-democratisch. 
Müller polemiseert in zijn essays met politicologen die wel democratische potentie zien in populisme, zowel van rechts als van links.